# Günther Huber
Günther Huber, född den 28 oktober 1965 i Brunico, Italien, är en italiensk bobåkare.
Han tog OS-brons i herrarnas tvåmanna i samband med de olympiska bobtävlingarna 1994 i Lillehammer.
Han tog därefter OS-guld i samma gren i samband med de olympiska bobtävlingarna 1998 i Nagano.